# Jerzy Niemczyk
Jerzy Niemczyk (ur. 1962 w Piławie Górnej, zm. 28 grudnia 2022 we Wrocławiu) – polski ekonomista, profesor nauk ekonomicznych, profesor zwyczajny Uniwersytetu Ekonomicznego we Wrocławiu i prorektor tej uczelni w kadencji 2016–2020.

## Życiorys
Absolwent I Liceum Ogólnokształcącego im. Jędrzeja Śniadeckiego w Dzierżoniowie. W 1986 ukończył studia na Akademii Ekonomicznej im. Oskara Langego we Wrocławiu na Wydziale Zarządzania i Informatyki. Doktoryzował się w naukach o zarządzaniu tamże w 1995 na podstawie rozprawy zatytułowanej Korzyści i koszty zmiany formy własności przedsiębiorstwa. Stopień naukowy doktora habilitowanego uzyskał w 2007 w oparciu o pracę pt. Wyróżniki, budowa i zachowania strategiczne układów outsourcingowych. Tytuł naukowy profesora nauk ekonomicznych otrzymał 14 sierpnia 2014.
Po odbyciu rocznej służby wojskowej w latach 1986–1987, został zatrudniony w 1987 na Akademii Ekonomicznej im. Oskara Langego we Wrocławiu, przekształconej następnie w Uniwersytet Ekonomiczny. W latach 2007–2012 był prodziekanem Wydziału Zarządzania, Informatyki i Finansów. W 2009 objął kierownictwo Katedry Strategii i Metod Zarządzania w Instytucie Organizacji i Zarządzania. W 2016 został wybrany na prorektora Uniwersytetu Ekonomicznego we Wrocławiu na kadencję 2016–2020 (od 1 września 2016).
Specjalista w zakresie zarządzania strategicznego i przedstawiciel wrocławskiej szkoły zarządzania strategicznego. Autor ponad 150 publikacji. Promotor 19 doktoratów. Członek Komitetu Nauk Organizacji i Zarządzania PAN w kadencjach 2011–2014 i 2015–2018.